# Mdachi bin Scharifu

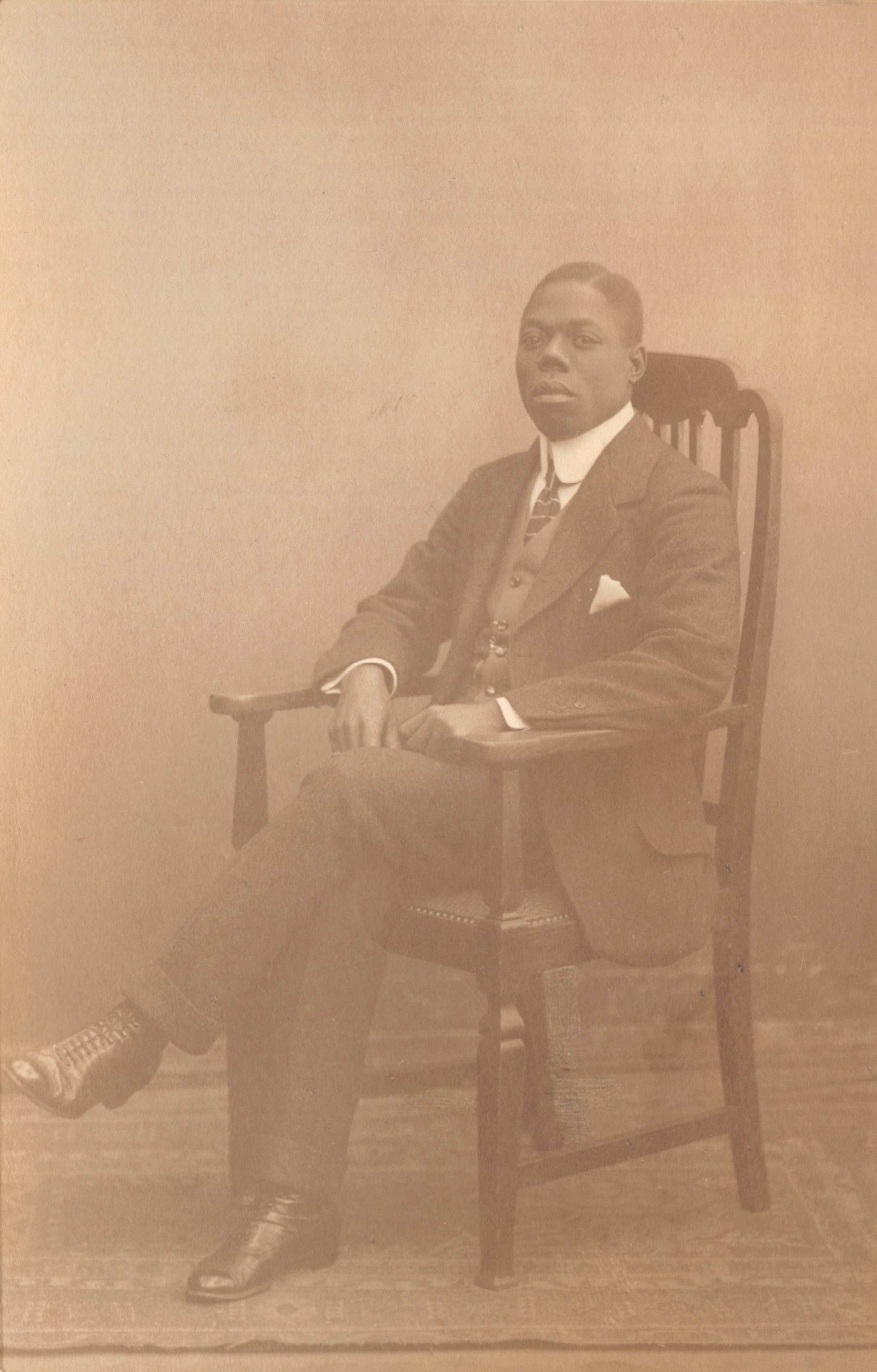
Mdachi bin Scharifu, Foto aus dem Album eines unbekannten Kolonialbeamten, Sammlung Stefan Noack

Mdachi bin Scharifu (* 19. Jahrhundert; gest. 20. Jahrhundert) war einer der ersten Rassismuskritiker der deutschen Kolonialherrschaft in Deutschland. Er kam 1913 aus der damaligen Kolonie Deutsch-Ostafrika nach Berlin, genauer aus der Region des heutigen Tansania. Nach dem Ersten Weltkrieg thematisierte und kritisierte er öffentlich in Deutschland Rassismus und Gewalt gegen die Kolonisierten in den deutschen Kolonien. Mdachi bin Scharifu gilt als einer der ersten Schwarzen politischen Aktivisten in Deutschland.

## Tätigkeit als Sprachlektor am Seminar für Orientalische Sprachen
Madachi bin Scharifu arbeitete von 1907 bis 1912 für die deutsche Kolonialverwaltung im heutigen Tansania. 1913 kam er nach Berlin, wo er als Sprachlektor am Seminar für Orientalische Sprachen (SOS) an der Friedrich-Wilhelms-Universität tätig war. Das Institut wurde 1887 mit der Motivation gegründet, Sprachen und Landeskunde für diejenigen zu unterrichten, die sich für das damalige Deutsche Kaiserreich und seine imperialen und kolonialen Politiken einsetzten. Bin Scharifus Aufgabe bestand darin, Sprache zu unterrichten, landeskundliche Schulungen vorzunehmen und auch Informationen für ethnographische Studien bereitzustellen.

## Widerstand gegen schlechte Arbeitsbedingungen
Die afrikanischen Lektoren arbeiteten unter deutlich schlechteren Bedingungen als die „regulären“ Mitarbeiter. Sie hatten befristete Arbeitsverträge und tauchten in den Stellenplänen des Instituts überhaupt nicht auf. Als sich die wirtschaftliche Situation während des Ersten Weltkriegs verschlechterte, erhielten die „regulär“ Beschäftigten eine finanzielle Kompensation der hohen Inflationsrate, um ihren Lebensunterhalt weiter sichern zu können. Die afrikanischen Lektoren wurden von dieser Bezahlung ausgenommen. Deswegen wurde es für sie zunehmend schwieriger, ihre Existenz durch die Arbeit zu sichern.
Mdachi bin Scharifu setzte sich gemeinsam mit Halidi bin Kiramas dagegen zur Wehr, indem er mehrere Briefe an den Direktor des SOS sowie an das Reichskolonialamt schickte, um auf die ungleiche Behandlung aufmerksam zu machen, allerdings ohne Erfolg. Auch der Bitte nach Ausreise aus Deutschland zurück nach Ostafrika wurde nicht entsprochen. Zwei Jahre lang prozessierte er mit anwaltlicher Unterstützung, um die ihm aus seiner Sicht zustehenden Teuerungszulagen noch zu erhalten und auf Kosten des Reichskolonialamtes zurückreisen zu können.
Für die deutschen Behörden und Gerichte war es ein Novum, dass sich eine Schwarze Person zur Wehr setzte und rechtsstaatliche Mittel für sich in Anspruch nahm bzw. für sich dieselben Rechte in Anspruch nahm wie sie für weiße Personen galten. In den Gerichtsverhandlungen thematisierten er und sein Mitstreiter auch die rassistischen Herabsetzungen im SOS und die Behandlung als „koloniale Untertanen“, die sie zurückwiesen.

## Vortragsreise zur deutschen Kolonialpolitik 1919
Mdachi Bin Scharifu kämpfte nicht nur um seine Arbeitsrechte, sondern er engagierte sich nach dem Ersten Weltkrieg in der Diskussion um Deutsche Kolonialpolitik im Anschluss an den Versailler Vertrag. Am 15. August 1919 sprach er in Berlin gemeinsam mit Hans Paasche und Hellmuth von Gerlach bei einer Veranstaltung, die den Titel „Die Zukunft Afrikas“ trug. In seiner Rede thematisierte Bin Scharifu die Gewaltexzesse, Grausamkeiten und Strafpraktiken des deutschen Kolonialpersonals gegenüber den Schwarzen Kolonisierten und benannte zudem ablehnend das System der Zwangsarbeit, das in den deutschen Kolonien installiert worden war. Diesen Vortrag wiederholte er im September 1919 noch einmal in Berlin und reiste mit dem Thema auch nach Hamburg, Erfurt und Cottbus. Er forderte mit Bezug auf die Kolonialpolitik, aber auch mit Bezug auf seine Erfahrungen in der SOS: „Behandeln Sie uns wie gleichberechtigte Menschenkinder!“.
Seine Reden wurden öffentlich wahrgenommen, auch die Zeitungen berichteten darüber. Zum Teil erscheinen abwertende und rassistische Berichte, zum Teil jedoch – wie in Erfurt – wurde auch kritisch auf das berichtete Vorgehen des deutschen Kolonialpersonals Bezug genommen.
Gegen einen besonders abwertenden Artikel aus der Deutschen Allgemeinen Zeitung wollte sich Mdachi Bin Scharifu mit einer Gegendarstellung zur Wehr setzen, was allerdings erfolglos blieb. Vertreter des SOS und des Reichskolonialamtes versuchten, Mdachi Bin Scharifu einzuschüchtern und drohten mit Konsequenzen. Sie hielten es für nicht legitim, dass Schwarze Personen Rechte für sich in Anspruch nahmen, sondern sahen sie weiterhin als „koloniale Untertanen“ an. Bin Scharifu jedoch entschied sich, sich weiterhin für seine Rechte und für Gleichberechtigung einzusetzen.
Im August 1920 verließ er Deutschland und reiste mit einem Schiff von Genua aus nach Ostafrika.